# Kornél Pajor
Kornél Pajor (* 1. Juli 1923 in Budapest, Königreich Ungarn; † 18. Mai 2016) war ein ungarischer Eisschnellläufer.
Pajor wurde 1949 in Oslo als erster und bislang einziger Ungar Mehrkampf-Weltmeister. 1951 errang er bei der Weltmeisterschaft noch eine Bronzemedaille.  
Nach dem Gewinn der Weltmeisterschaft setzte sich Pajor nach Schweden ab. Nach seinem Karriereende arbeitete er als Architekt in Djursholm.